# Bryconamericus patriciae
Bryconamericus patriciae és una espècie de peix de la família dels caràcids i de l'ordre dels caraciformes.

## Morfologia
- Els mascles poden assolir 6,2 cm de llargària total.[4]

## Hàbitat
Viu en zones de clima subtropical.

## Distribució geogràfica
Es troba a Sud-amèrica, a les conques de Laguna dos Patos (Brasil) i del riu Uruguai.